# Поташник, Семён Израелевич
Семён Израелевич Поташник (25 мая 1930, Олевск, Коростеньский округ — 20 января 2025) — советский и украинский промышленный деятель, кандидат технических наук (1988), профессор (2004). Герой Украины (2002).
Председатель правления ОАО «Укргидроэнерго» (2004—2011), президент «Ассоциации Укргидроэнерго», член центрального правления Научно-технического союза энергетиков Украины.

## Биография
Родился 25 мая 1930 года в городе Олевск Житомирской области.
В 1952 году окончил Киевский политехнический институт, электротехнический факультет «Электрические станции, сети и системы» по специальности «инженер-электрик».

### Производственная деятельность
- 09.1952 — 09.1956 — начальник смены, инженер, старший инженер электролаборатории, старший инженер − начальник службы автоматики, старший инженер − начальник группы релейной защиты и автоматики, Усть-Каменогорская ГЭС, Восточно-Казахстанская область, СССР.
- 09.1956 — 08.1963 — старший инженер, заместитель начальника техотдела и инспекции, начальник электромашинного цеха, заместитель главного инженера, и. о. главного инженера, Кременчугская ГЭС, г. Светловодск.
- 08.1963 — 12.1994 — начальник производственно-технического отдела, заместитель главного инженера, главный инженер, каскада днепровских ГЭС, г. Вышгород, Киевская область.
- 12.1994 — 07.1995 — и. о. директора, ГК «Днепргидроэнерго»; с 07.1995 — председатель правления − генеральный директор, ДАГК «Днепргидроэнерго», г. Вышгород, Киевская область.
- С 02.2004 по 03.2011 — председатель правления, ОАО «Укргидроэнерго». Также занимается академической деятельностью, являясь профессором Украинского государственного университета водного хозяйства и природоиспользования[2]
- С 2011 года — вице-президент НАК «Энергетическая компания Украины».

### Политическая деятельность
- 1983—1987 — депутат Киевского областного совета.
- 1987—1997 — депутат, заместитель председателя Вышгородского городского совета.
- 03.1998 — кандидат в народные депутаты Украины от ПНЭРУ (Партия национально-экономического развития Украины).

### Смерть
Умер 20 января 2025 года на 95-м году жизни.

### Семья
- Отец — Израиль Аркадьевич (1903—1987);
- Мать — Ольга Яковлевна (1904—1992);
- Жена — Мира Израилевна (род. 1929), учитель русского языка и литературы, пенсионер;
- Дочь — Жанна (род. 1957), заместитель директора департамента ОАО «Укргидроэнерго».

## Награды
- Герой Украины (с вручением ордена Державы, 2002);
- Орден Трудового Красного Знамени (1971);
- Украинский орден «За заслуги» 1-й степени (2017)[4];
- Украинский орден «За заслуги» 2-й степени (2009)[5];
- Украинский орден «За заслуги» 3-й степени (2000);
- Серебряная медаль «Независимость Украины» II степени (2002);
- Государственная премия УССР в области науки и техники (1972);
- Государственная премия Украины в области науки и техники (2005);
- Почётный энергетик СССР (1991);
- Заслуженный энергетик Украины (1996);
- Почётный энергетик Украины (2000);
- Заслуженный энергетик СНГ (2002);
- Почётный гражданин городов: Вышгород, Канев, Светловодск, Днепродзержинск.
- Член ряда общественных академий: АИНУ, Академии строительства Украины, Украинской академии наук национального прогресса, Академии экономической кибернетики Украины.